# 시마카타촌
시마카타촌(島方村)은 니가타현 니시칸바라군에 설치되었던 촌이다.